# 論集部 (大正蔵)
論集部（ろんしゅうぶ）とは、大正新脩大蔵経において、先行する3つの部である
- 「毘曇部」 - 「説一切有部」の思想についての論書
- 「中観部」 - 「中観派」の思想についての論書
- 「瑜伽部」 - 「瑜伽行唯識学派」の思想についての論書

に含まれない、古典的な論書・書籍をまとめた領域のこと。
注意が必要なのは、ここには中観派の龍樹や、瑜伽行唯識学派の陳那の作とされている論も含まれているという点である。それらは「中観派」「瑜伽行唯識派」の思想とは比較的に直接の関連性が低い、論理学（因明）等に関する論書等なので、こちらに分類されている。
『因明正理門論』『因明入正理論』『廻諍論』『方便心論』『成実論』『解脱道論』『宝行王正論』『大乗起信論』『那先比丘経』などが含まれる。
第16番目の部であり、収録されている経典ナンバーは1628から1692まで。巻数では第32巻に相当する。

## 構成

### 巻別
- 論集部 第32巻 - No.1628-1692

### 詳細
論集部 第32巻 - No.1628-1692
- 1628.『因明正理門論本』
- 1629.『因明正理門論』
- 1630.『因明入正理論』
- 1631.『迴諍論』
- 1632.『方便心論』
- 1633.『如実論』
- 1634.『入大乗論』
- 1635.『大乗宝要義論』
- 1636.『大乗集菩薩学論』
- 1637.『集大乗相論』
- 1638.『集諸法宝最上義論』
- 1639.『提婆菩薩破楞伽経中外道小乗四宗論』
- 1640.『提婆菩薩釈楞伽経中外道小乗涅槃論』
- 1641.『随相論』
- 1642.『金剛針論』
- 1643.『尼乾子問無我義経』
- 1644.『立世阿毘曇論』
- 1645.『彰所知論』
- 1646.『成実論』
- 1647.『四諦論』
- 1648.『解脱道論』
- 1649.『三弥底部論』
- 1650.『辟支仏因縁論』
- 1651.『十二因縁論』
- 1652.『縁生論』
- 1653.『大乗縁生論』
- 1654.『因縁心論頌・因縁心論釈』
- 1655.『止観門論頌』
- 1656.『宝行王正論』
- 1657.『手杖論』
- 1658.『諸教決定名義論』
- 1659.『発菩提心経論』
- 1660.『菩提資糧論』
- 1661.『菩提心離相論』
- 1662.『菩提行経』
- 1663.『菩提心観釈』
- 1664.『広釈菩提心論』
- 1665.『金剛頂瑜伽中発阿耨多羅三藐三菩提心論』
- 1666.『大乗起信論』
- 1667.『大乗起信論』
- 1668.『釈摩訶衍論』
- 1669.『大宗地玄文本論』
- 1670.『那先比丘経』
- 1671.『福蓋正行所集経』
- 1672.『龍樹菩薩為禅陀迦王説法要偈』
- 1673.『勧発諸王要偈』
- 1674.『龍樹菩薩勧誡王頌』
- 1675.『讃法界頌』
- 1676.『広大発願頌』
- 1677.『三身梵讃』
- 1678.『仏三身讃』
- 1679.『仏一百八名讃』
- 1680.『一百五十讃仏頌』
- 1681.『仏吉祥徳讃』
- 1682.『七仏讃唄伽他』
- 1683.『揵稚梵讃』
- 1684.『八大霊塔梵讃』
- 1685.『八大霊塔名号経』
- 1686.『賢聖集伽陀一百頌』
- 1687.『事師法五十頌』
- 1688.『密跡力士大権神王経偈頌』
- 1689.『請賓頭盧法』
- 1690.『賓頭盧突羅闍為優陀延王説法経』
- 1691.『迦葉仙人説医女人経』
- 1692.『勝軍化世百瑜伽他経』